# Felix Ivo Leicher
Felix Ivo Leicher (19. května 1727 Bílovec – 20. února 1812 Vídeň) byl vídeňský malíř oltářních obrazů, jenž se svou tvorbou úspěšně uplatnil na rozsáhlém území celé habsburské monarchie i mimo ni (Monte Libano, Sýrie).

## Život
Narodil se ve slezském městě Bílovec, dnes tam na zdi napravo od hlavního vchodu farního kostela sv. Mikuláše na jeho památku visí pamětní deska. Vyučil se tkalcem, později však studoval na piaristickém gymnáziu v Příboře, kde začal malovat kulisy pro školní divadlo. Jeho talentu si povšiml místní malíř Franz Andreas Schaffer, žák Jana Kupeckého a vzal ho do učení. Po Schafferově smrti v roce 1749 Leicher chtěl pokračovat ve studiu. Patrně i pod vlivem staršího přítele a sourodáka Jana Ignáce Cimbala a stalo se pro něj posláním a celoživotním zaměstnáním. Od roku 1751 studoval Leicher vídeňskou malířskou akademii; v roce 1754 v soutěži akademie obdržel druhou cenu za obraz Pomazání Saula na krále (dnes se tento obraz i s přípravnou skicou nachází v Německém národním muzeu v Norimberku), což mu do budoucna zajistilo podporu této školy. Jeho učitelem tam byl mimo jiné Franz Anton Maulbertsch, s nímž pak po celý život udržoval přátelské vztahy a spolupracoval, např. na freskách a obrazech pro piaristický kostel v Mikulově. V mnoha místech je Leicher tvůrcem oltářních obrazů v kostelích s Maulbertschovými freskami. Vliv učitele však nezapře ani pozdní Leicherovo dílo, jak je patrno na koloristicky bohatém hlavním oltářním obraze svatého Mikuláše v Bílovci. V několika případech byla jeho díla dlouho připisována právě Maulbertschovi a teprve nedávno bylo zjištěno jejich pravé autorství. Další díla z anonymity dosud nevystoupila. V 70. letech 18. století se věnoval též tvorbě obrázků kabinetního formátu a skic se světskými žánrovými náměty.

## Dílo
Jeho kompozice, typika figur, jejich gesta, stylizace tvarů, práce se světlem a rokokový charakter malby dokazují značný vliv Maulbertschův, jehož dílo Leicher obdivoval, zvláště v počátcích své praxe od konce 50. let. Jeho projev byl však barevně tlumenější, nikdy se plně neztotožnil s Maulbertschovým pojetím barevně-světelné exprese. Jeho výrazové prostředky mají charakter spíše lyrizující, zdrženlivější, narativně laděný. Na rozdíl od Maulbertsche nebyl nijak dotčen expresivním projevem Pavla Trogera. Inspiroval se zřejmě též díly benátských malířů 18. století, zvláště kompozicemi Giovanni Battisty Pittoniho a nezřídka rovněž obrazy Petra Paula Rubense či malířů z jeho okolí, nejvýrazněji je to patrno na dvou malbách pro oltáře kostela sv. Jana Křtitele v Kroměříži. Jeho vývoj postrádá dramatičnost a ani v reprezentativním souboru oltářních obrazů v opavském farním kostele Nanebevzetí Panny Marie z počátku 80. let, jež bývají často pokládány za jeho nejdokonalejší, neztrácí návaznost na rokokové ladění děl svého raného tvůrčího období.
Někteří kritikové však spatřují těžiště Leicherovy inspirace spíše v díle Michelangela Unterbergera, profesora vídeňské akademie, jehož dílo bylo jakousi umírněnou variantou tehdejšího akademického jednotného stylu; zvláště tomu nasvědčují jednoduchá, přehledná kompoziční řešení a spíše lyrické, nedramatické vyznění děl obou umělců.

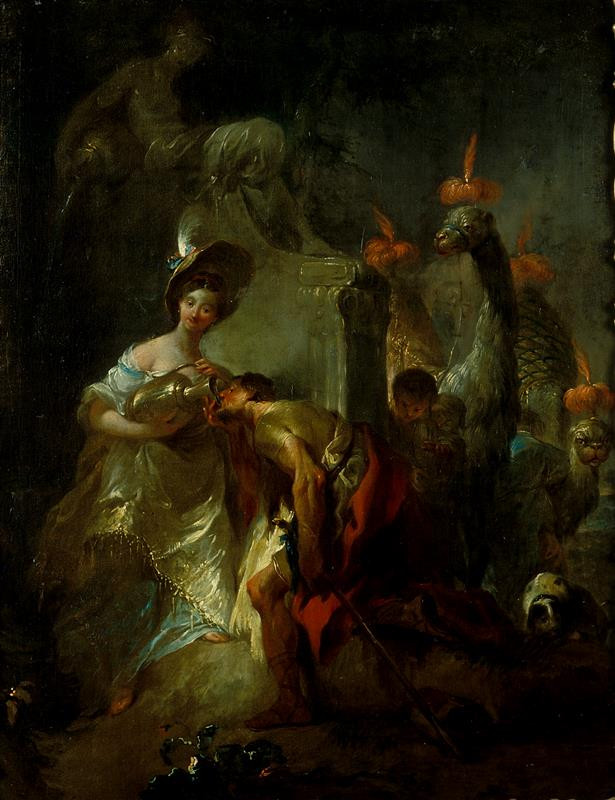
Rebeka a Eliezer u studny, Moravská galerie v Brně (kol. 1754)
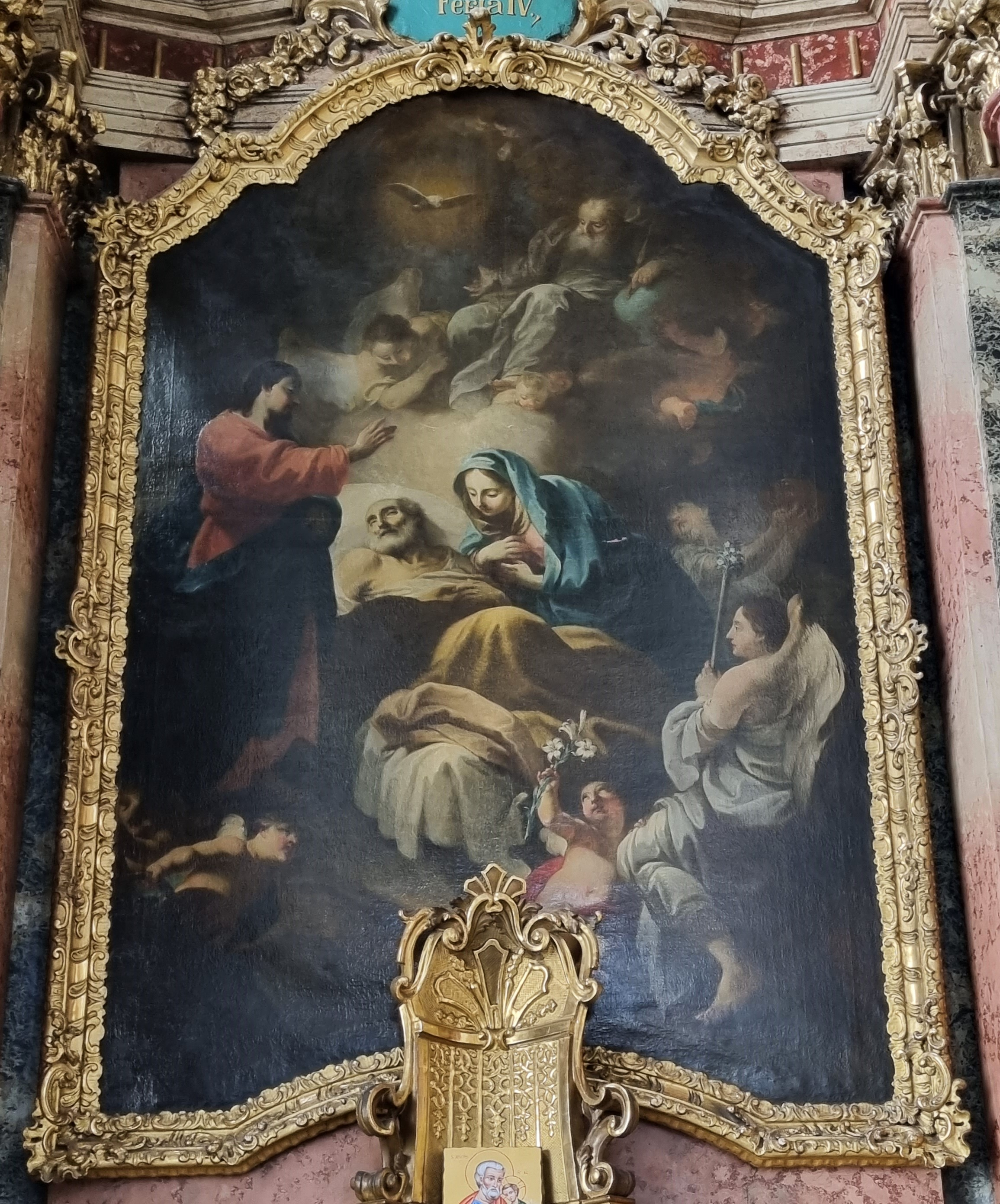
Smrt sv. Josefa, Loretánský kostel v Brně (1759)
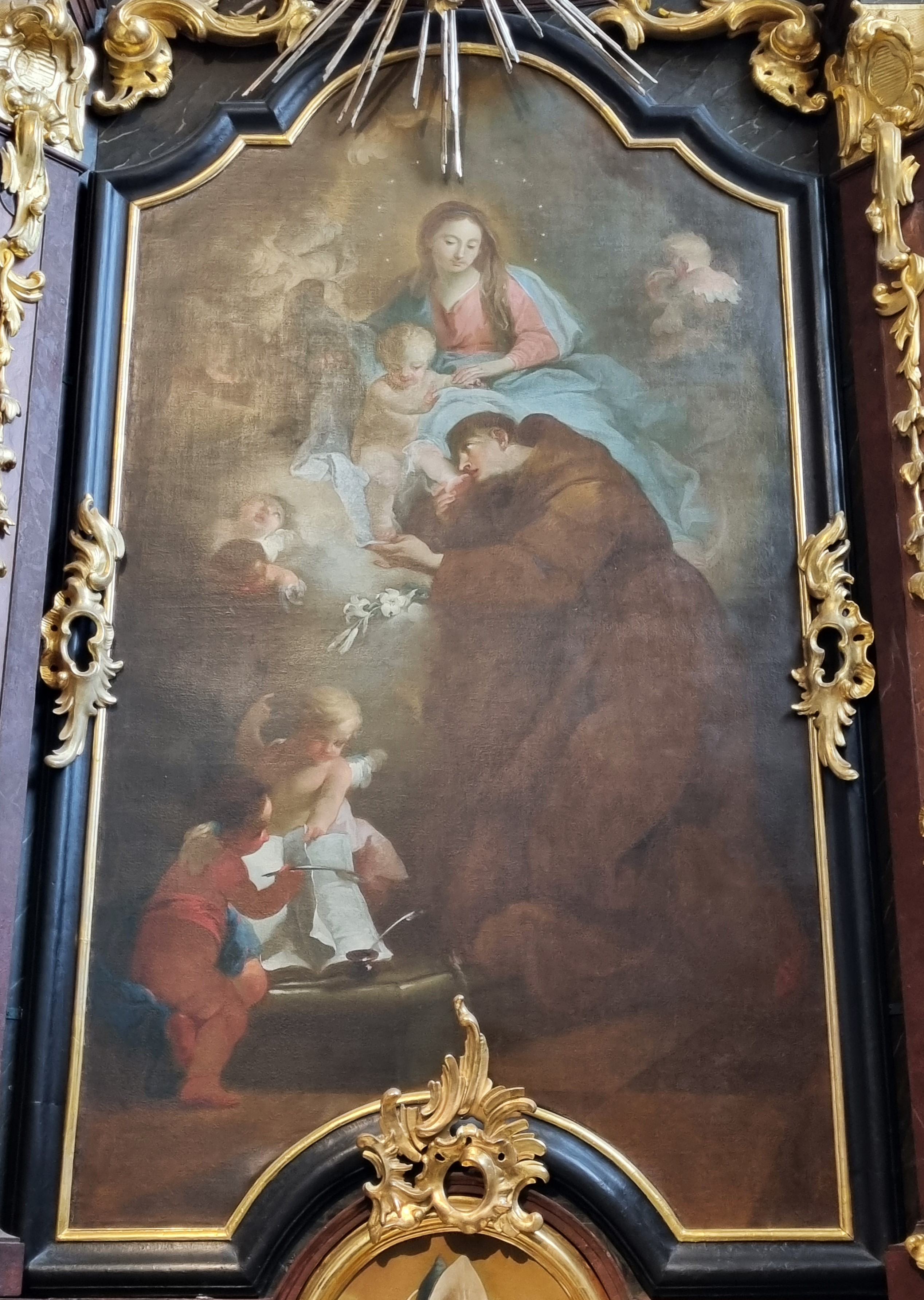
Sv. Antonín Paduánský uctívající Pannu Marii s Ježíškem, piaristický kostel v Litomyšli (1759)
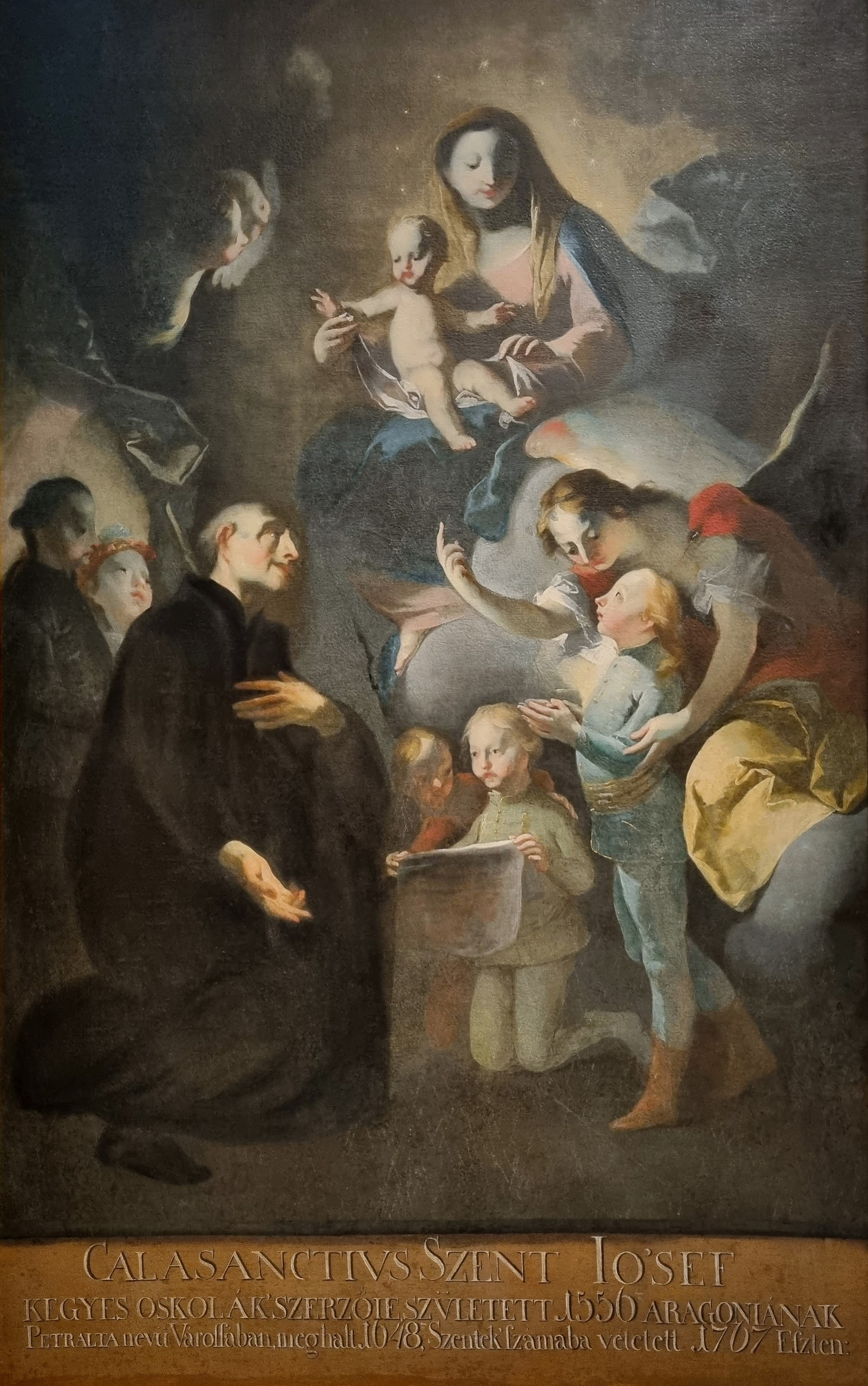
Sv. Josef Kalasanský s maďarským mladíkem před Pannou Marií, muzeum, Tata (Maďarsko) (1767)
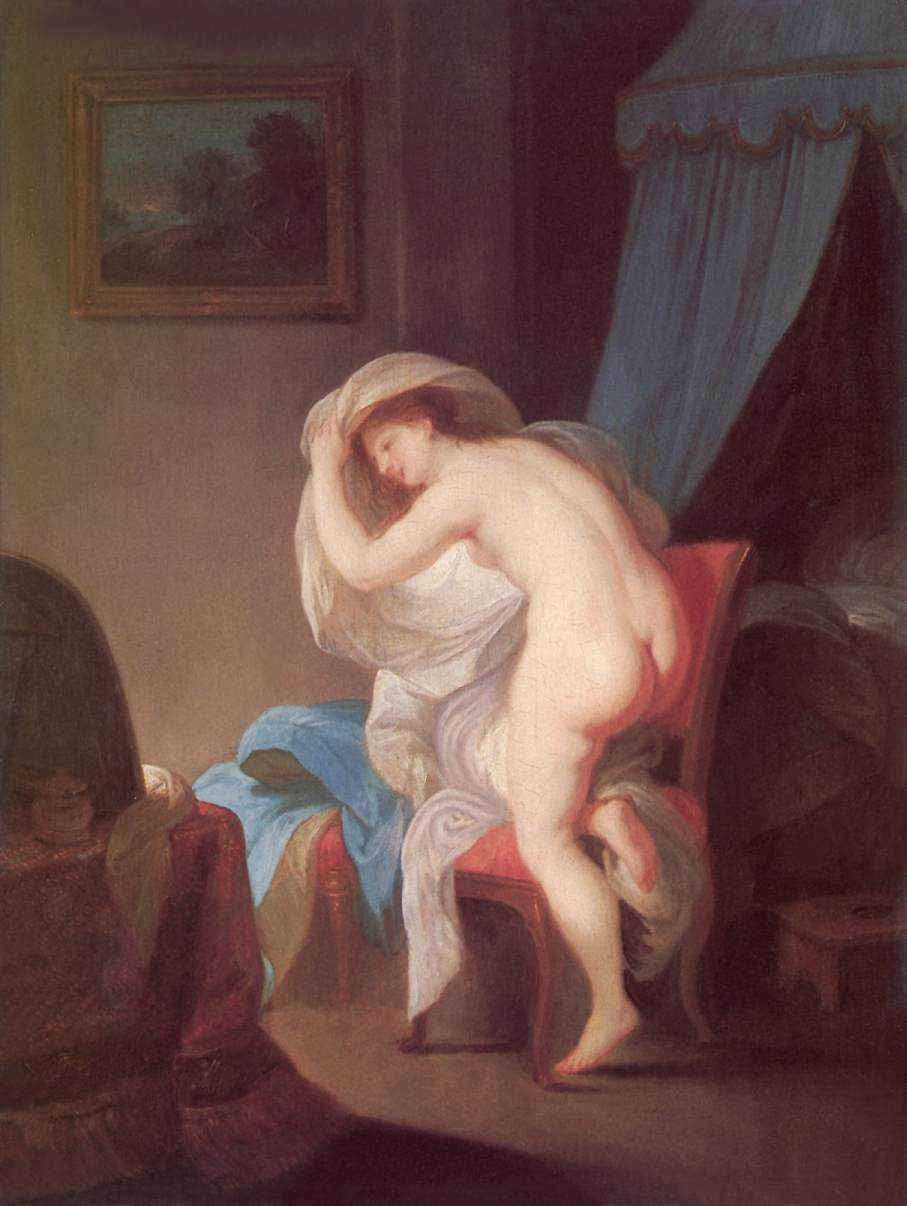
Večer,, Szépművészeti Múzeum, Budapešť (kol. 1780)

## Vybraná díla
- Babice (Polsko), farní kostel sv. Kateřiny

Svatý Karel Boromejský rozděluje almužny, kolem roku 1791
Svatá Kateřina (nezvěstné)
- Benešov, piaristický kostel sv. Anny

Panna Marie v oblacích
Svatá Rodina (hlavní oltářní obraz)
Vidění svatého Josefa Kalasánského, kolem 1761
- Bílá Voda, bývalý piaristický kostel Navštívení Panny Marie

Apoteóza svatého Jana Nepomuckého, před rokem 1777
Navštívení Panny Marie
- Bílovec (okr. Nový Jičín), Městské muzeum

Portrét Františka Štěpána Lotrinského, 1745
Portrét Marie Terezie, 1745
- Bílovec (okr. Nový Jičín), děkanský kostel sv. Mikuláše

Svatý Mikuláš a svatý Jan Nepomucký před Kristem, před 1777
- Brno, minoritský kostel sv. Janů (Křtitele a Evangelisty)

Oslava svatého Jana Nepomuckého jako ochránce před pomluvou, 1759
Oslava svatého Floriána jako ochránce domova, 1759
Oslava svatého Šebestiána jako ochránce proti moru, 1759
Oslava svatého Erasma jako ochránce proti nemoci, po 1759
- Brno, Loretánský kostel

Smrt svatého Josefa, 1759
Svatý Ivo předává prosby Panně Marii s Ježíškem, 1759
- Dobrzyca (Polsko), filiální kostel sv. Jakuba Většího

Svatý Jakub Větší, kolem 1788 (nezvěstné)
- Dolany, farní kostel sv. Matouše (původně Olomouc, bývalý kartuziánský kostel)

Nanebevzetí Marie, kolem 1776
- Domašov (okres Jeseník), farní kostel sv. Jana Křtitele (původně Opava, bývalý františkánský kostel sv. Barbory)

Stětí sv. Barbory, 1759 či 1761 (skica v Szémpüveszéti Muzeum v Budapešti)
- Fulnek, farní kostel Nejsvětější Trojice (původně augustiniánský)

Svatý Augustin s Nejsvětější Trojicí, kolem 1760
Svatý František Saleský (nástavcový obraz bočního oltáře)
Svatý Kazimír Polský (nástavcový obraz bočního oltáře)
- Grobniky (Polsko), farní kostel Stětí sv. Jana Křtitele

Svatá Alžběta
Svatá Barbora, 1787–1788
- Hlubčice (Polsko), františkánský klášter

Svatá Kateřina, kolem 1790
- Jeseník, dříve sbírka dr. Weindlicha

Orfeus v podsvětí, kolem 1786 (nezvěstné)
- Jiříkov, farní kostel sv. Michaela

Pád andělů, kolem 1787
- Kroměříž, kostel sv. Jana Křtitele

Duše v očistci, kolem 1755 (malba pro oltářní menzu)
Svatý Vendelín, kolem 1755 (malba pro oltářní menzu)
- Lisiecice (Polsko), farní kostel Povýšení sv. Kříže

Svatá Anna
Svatý Valentin
- Lískovec (okres Frýdek-Místek), filiální kostel sv. Judy Tadeáše a Šimona

Loučení apoštolů Judy Tadeáše a Šimona, kolem 1791
Marie s dítětem
- Litomyšl, piaristický kostel Nalezení sv. Kříže

Svatý Jan Nepomucký jako almužník, 1759
Svatý Antonín Paduánský uctívající Pannu Marii s Ježíškem, 1759

- Mikulov, kostel sv. Jana Křtitele

Křest Krista (hlavní oltářní obraz), 1757
Vidění svatého Josefa Kalasánského, Nanebevzetí Panny Marie, Smrt svatého Josefa, Svatý Filip Neri před Pannou Marií s Ježíškem (boční oltáře), 1757–1758
- Místek, děkanský kostel sv. Jana a Pavla

Růžencová Madona, po 1768
Svatá Rodina se svatou Annou a svatým Jáchymem (Svaté Příbuzenstvo)
Oslava svatého Floriána
Svatá Veronika, nástavec bočního oltáře
- Moravská Třebová, Městské muzeum

Svatý Josef Kalasanský před Marií, asi 1765
- Nasiedle (Polsko), farní kostel sv. Jakuba Většího

Svatá Anna, 1788
Svatá Barbora, 1788
- Opava, kostel Nanebevzetí Panny Marie

Pád andělů
Poslední večeře, 1781–1783
Svatá Anna s Ježíškem, Marií a svatým Jáchymem
Svatý Augustin
Svatý Josef Pěstoun
Svatý Šimon Stock před Marií
Zázračné uzdravení svatého Peregrina
- Opava, kaple sv. Alžběty

Svatá Alžběta rozdílí almužny, 1783
- Opava, kostel sv. Vojtěcha (původně Fulnek, bývalý kapucínský kostel sv. Josefa)

Svatý František z Assisi s Pannou Marií a svatým Josefem před Nejsvětější Trojicí, 1778
Svatý Josef z Leonessy
Svatý Felix z Cantalice
- Opava-Jaktař, farní kostel sv. Petra a Pavla

Loučení apoštolů Petra a Pavla, kolem 1762 (?)
- Praha-Nové Město, bývalá kaple piaristické koleje v Panské ulici

Oltářní obraz, asi 1764–1765, nástropní malba je od Josefa Hagera
- Příbor (okres Nový Jičín), bývalý piaristický kostel sv. Valentina

Smrt svatého Josefa, asi 1774
Svatý Josef Kalasanský před Pannou Marií kolem 1764
- Třinec, farní kostel sv. Albrechta (původně Konská, farní kostel Všech svatých)

Svatý Jan Nepomucký
Vidění svaté Hedviky, 1794 či 1797
- Vídeň-Wieden, Wiedner Hauptstrasse 82, farní kostel sv. Tekly při bývalém klášteře piaristů:

oltářní obrazy: Svatá Tekla, Panna Marie Immaculata a Svatý Josef Kalasanský (1755/1756)
- Vídeň, klášterní kostel piaristů Panny Marie věrné (Maria Treu) s freskami Franze A. Maulbertsche

obraz Svatá rodina na postranním oltáři (1763)
- Vídeň, bývalá kolej barnabitů

oltářní obraz v kapli, 1765–1766
- Vídeň, Österreichische Galerie Belvedere (Rakouská galerie Belvedere)

Příbuzenstvo Kristovo, malba na mědi, 1770
- Vídeň, kaple městského paláce tzv. Trattnerhofu, zbořen 1910

Svatá Terezie pro boční oltář (1777)
Další obrazy jsou: v Opavě-Kateřinkách, v Morkovicích, v Mutěnicích, v Topolanech u Olomouce či v polském Krakově (kostel trinitářů).